# Giancarlo Scottà
Giancarlo Scottà (Vittorio Veneto, 11 aprile 1953) è un politico italiano.

## Biografia

### Attività politica

#### Europarlamentare
Candidato della Lega Nord alle elezioni europee del 2014 nella circoscrizione Italia nord-orientale, ottiene 13005 preferenze senza essere eletto.
Eletto deputato europeo una prima volta nel 2009, è stato membro dal 14.07.2009 al 30.06.2014 nel Gruppo Europa della Libertà e della Democrazia. Dal 17.04.2018, è membro del Gruppo Europa delle Nazioni e della Libertà.
Subentrerà al collega di partito Lorenzo Fontana quando questi, eletto alla Camera dei deputati, rassegnerà le dimissioni, il 22 marzo 2018. L’anno seguente non viene ricandidato.